# Ernestine von Fricken
Christiane Ernestine Franziska von Fricken (Podhradí (Karlovy Vary), 7 settembre 1816 – Aš, 13 novembre 1844) è stata una pianista boema.
Fu fidanzata per circa un anno con Robert Schumann.

## Vita
Era figlia illegittima nata da una relazione tra la contessa Caroline Ernestine Louise von Zedtwitz e un artigiano, produttore di fili, Erdmann Lindauer del villaggio di Doubrava vicino ad Aš. La sorella di sua madre, Charlotte Christiane Friederike von Zedtwitz, e suo marito, il proprietario terriero e imperial-regio capitano Ferdinand Ignaz Freiherr von Fricken (1787-1850) non avevano figli e presero Ernestine con loro. Fu adottata ufficialmente il 18 dicembre 1834, quando Fricken volle regolarizzare la situazione familiare in occasione del fidanzamento di Ernestine con Robert Schumann.
Ernestine von Fricken è soprattutto conosciuta oggi per il suo fidanzamento con Schumann che conobbe in casa del maestro Friedrich Wieck nel 1834, dove entrambi studiavano pianoforte. Il musicista le dedicò il suo Allegro op. 8 per pianoforte; inoltre, il suo Carnaval op. 9 è stato ispirato da Ernestine von Fricken; simboleggia infatti la sua città natale Asch con lo schema, A - Es (S) - C - H . Gli Studi sinfonici che il compositore scrisse nel 1834, furono composti partendo da una melodia del padre di Ernestine, il barone von Fricken, flautista e musicista dilettante. Il fidanzamento durò meno di un anno e fu rotto nell'estate del 1835, probabilmente perché Schumann si era ormai innamorato di Clara Wieck.
Nel 1836 Ernestine visse al castello di Buldern vicino a Dülmen in Westfalia con gli amici della famiglia del barone von Romberg. Dal 4 al 6 agosto 1837 soggiornò nuovamente a Lipsia, dove incontrò Robert Schumann insieme a Clara Wieck; con loro mantenne buoni rapporti fino alla sua morte, tanto da rifiutarsi di testimoniare a favore di Wieck nella causa presso la Corte d'Appello intentata da Robert e Clara per ottenere il consenso al matrimonio.
Il 5 novembre 1838 sposò il giovane conte Wilhelm von Zedtwitz, signore di Asch-Schönbach, figlio del conte Casimir Liebmann von Zedtwitz (1770-1822) nella cattolica Niklaskirche ad Asch. Non è qui indicata come Ernestine von Fricken, ma come figlia della madre naturale, e cioè "Miss Ernestine Christiane Franziska Zedtwitz, nata a Neuberg N. 28 Signoria di Asch, figlia di Marianne Karoline Ernestine Louise Edlen [!] Von Zedtwitz da Obertheil-Neuberg."  Il conte Wilhelm morì prematuramente il 3 luglio 1839.
Nel 1841 Schumann le dedicò i suoi Drei Gesänge op. 31, basati su testi di Adelbert von Chamisso. Negli ultimi anni di vita Ernestine si esibì spesso in concerti di beneficenza; discreta pianista, il suo repertorio includeva opere di Chopin, Liszt, Schubert, Kalkbrenner e Hummel. Il 13 novembre 1844 Ernestine morì ad Asch di febbre tifoide.